# كارولين موريس
كارولين موريس (بالإنجليزية: Carolyn Morris)‏ هي لاعب كرة قاعدة أمريكية، ولدت في 28 سبتمبر 1925 في فينيكس في الولايات المتحدة، وتوفيت في 20 فبراير 1996 في ميسا في الولايات المتحدة.